# Neo-Luciferiansk Kirke
Den Neo-Luciferianske Kirke er en i oprindelsen dansk okkult kirke stiftet i 2005 af Bjarne S. Pedersen i samarbejde med den amerikanske kunstner, okkultist og filosof Michael Paul Bertiaux. En primær inspirationskilde er den danske okkultist Carl William Hansen - der i forfatteren Hans Scherfigs romaner Idealister og Frydenholm optræder under navnet Kadosh.[kilde mangler]
Kirken udspringer fra Ecclesia Gnostica Spiritualis og Neo-Pythagoraen Gnostic Church of Illinois.
Den Neo-Luciferianske Kirke arbejder med okkultisme, kunst, magi og spiritisme, men anvender også psykologiske teknikker. Kirken henter inspiration fra dansk, engelsk, fransk og tysk okkultisme. Der arbejdes efter et 7-trins gradssystem og kirken påstår, at den har afdelinger i Danmark, Sverige og USA.